# Prosoplus albertisi
Prosoplus albertisi là một loài bọ cánh cứng trong họ Cerambycidae.